# 2014 PS70
2014 PS70 est un objet transneptunien faisant partie des cubewanos. 

## Caractéristiques
2014 PS70 mesure probablement environ 200 km de diamètre.